# محمد احسان ضیا
محمد احسان ضیا سیاستمدار اهل افغانستان است. وی وزیر احیا و انکشاف دهات بود.

## زندگی
محمد احسان ضیا وزیر احیا و انکشاف دهات جمهوری اسلامی افغانستان در سال ١٣٣٣ در شهر کابل متولد شد. او پس از تعلیمات ابتدایی و متوسط وارد پوهنتون (دانشگاه) شد و سال ۱۹۹۱ در انگلستان از دانشگاه بیرمنگام مدرک لیسانس (کارشناسی) اخذ نمود.